# Стрілець Пилип Євдокимович
Пилип Євдокимович Стрілець (1 жовтня 1919, с. Коритище, нині Миронівський район, Київська область — 6 лютого 1942) — радянський військовик, Герой Радянського Союзу (1942, посмертно).

## Життєпис
Народився 1 травня 1901 року в селі Коритище (нині Миронівський район Київська область) у селянській родині. Українець. Закінчив 3 курси Київського електромеханічного технікуму в 1939 році.
З 1939 року в РСЧА. У 1941 році закінчив Київське військове училище зв'язку імені М. І. Калініна (нині — Військовий інститут телекомунікацій та інформатизації). З червня того ж року на фронтах німецько-радянської війни.
У жовтні 1941 року після запеклих боїв під Києвом лейтенант П. Стрілець разом зі своїм другом Василем Бойком опинився з групою бійців в оточенні, проте продовжив боротьбу.
Почавши партизанську боротьбу займався диверсійною роботою, знищуючи залізничні мости, паротяги та автомашини.
У січні 1942 року доєднався до партизанських загонів, що діяли в Брянській області, став командиром одного з них. 6 лютого 1942 року керуючи своїм загоном здійснив стрімкий напад на станцію Полужжя (Брянський район), розгромив гарнізон ворога, зайняв станцію і знищив 6 вагонів з боєприпасами і пальним. Загинув у цьому бою.
Похований у станції Полужжя.

## Нагороди
Указом Президії Верховної СРСР від 1 вересня 1942 року Пилипу Євдокимовичу Стрільцю було присвоєне звання Героя Радянського Союзу (посмертно). Також нагороджений орденом Леніна, орденом Вітчизняної війни І ступеня, медалями.

## Вшанування

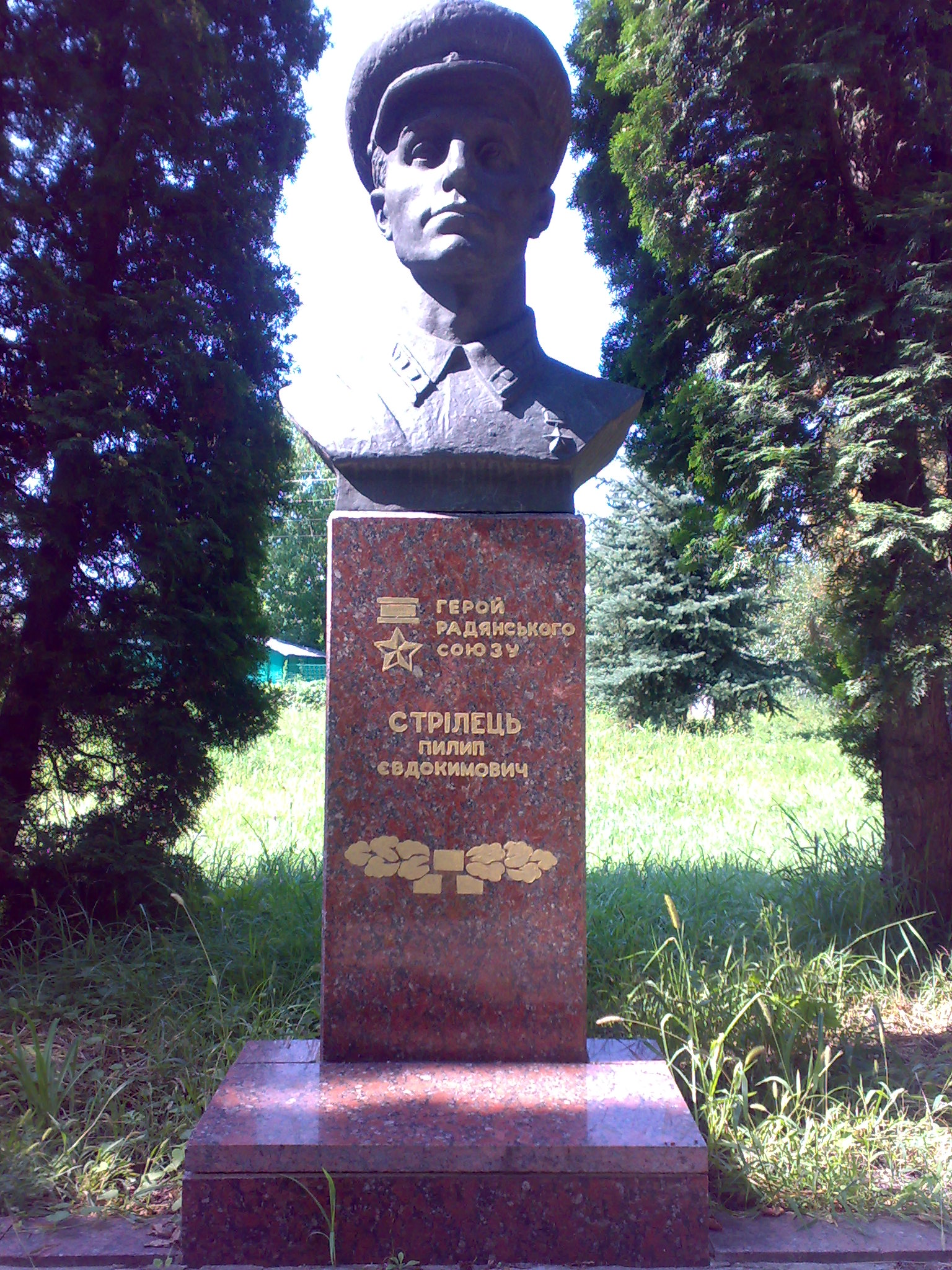
Погруддя П. Є. Стрільцю у Миронівці

Пилипові Стрільцю встановлено погруддя у Києві на внутрішньому подвір'ї Військового інституту телекомунікацій та інформатизації імені Героїв Крут, випускником якого був Пилип Стрілець та на алеї Слави у Миронівці.

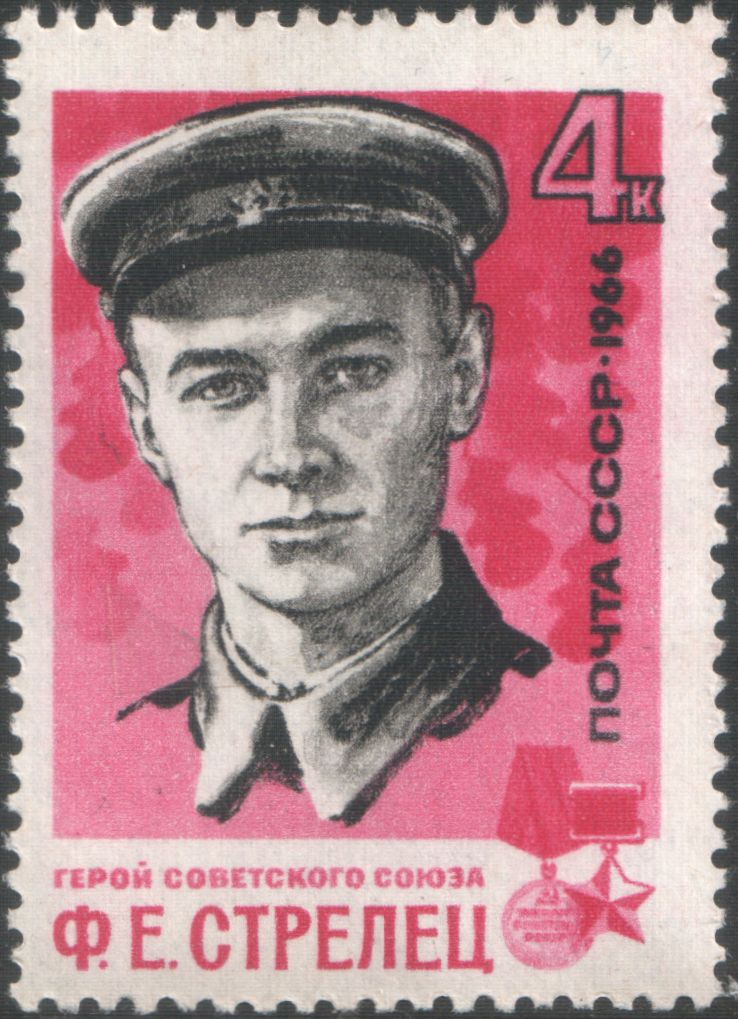
Поштова марка присвячена П. Є. Стрільцю

У 1966 році поштою СРСР випущена в обіг серія поштових марок «Партизани Великої Вітчизняної війни», на одній з марок серії зображено портрет Героя Радянського Союзу П. Є. Стрільця.